# Skyfire (webbrowser)
Skyfire was een webbrowser voor mobiele telefoons, zowel voor met als zonder touchscreen. Skyfire werkt onder Windows Mobile, Symbian S60 en Google Android. De eerste versie werd geïntroduceerd op 27 mei 2009. Skyfire is freeware. Sinds december 2010 was Skyfire alleen nog beschikbaar voor Android en iOS (iPhone & iPad). De versies voor Symbian en Windows Mobile waren reeds eerder vervallen.
Het bijzondere aan Skyfire is dat de webpagina's eerst door een server worden geladen alvorens naar de mobiele telefoon te worden gestuurd. Het voordeel hiervan is dat de pagina's relatief snel worden geladen. Plug-ins als Flash en Silverlight kunnen dankzij deze methode probleemloos worden weergegeven.